# Sten Carlsson
Sten Carl Oscar Carlsson (14. december 1917 i Uppsala - 5. august 1989) var en svensk historiker. Han var søn af Gottfrid Carlsson og bror til Arvid Carlsson.
Carlsson var professor ved Uppsala universitet 1956-83. Han er begravet på Uppsala gamla kyrkogård.